# Valdefuentes (Valderas)
Valdefuentes es una localidad española que forma parte del municipio de Valderas, al sureste de la provincia de León, comunidad autónoma de Castilla y León. Se encuentra junto a la carretera que une Valderas con Becilla de Valderaduey, a tres kilómetros de la localidad valderense, a una altitud aproximada de 810 metros.

## Historia
Según la tradición popular, el cuerpo de San Isidoro, durante su traslado de Sevilla a León, descansó en la iglesia de Valdefuentes durante una noche; por ese motivo, el santo sería el patrono del lugar. En el año 918 su parroquia fue cedida por Ramiro II al obispo de León y en 1162 Fernando II donaba a la iglesia de León el lugar de Valdefuentes. En 1765 existía dentro del casco urbano una ermita, titulada del Santísimo Cristo de la Vera Cruz, un pósito y las cofradías del Santísimo, Ánimas y Vera Cruz.
Su parroquia pertenecía al arciprestazgo de Aguilar, hasta que en 1805 se unió al de Valderas. Sebastián Miñano, en su Diccionario geográfico y estadístico de España y Portugal (1826-1828), señala que era una aldea señorial perteneciente a la provincia, obispado y partido de León, jurisdicción de Valderas. Contaba con parroquia y pósito, su población era de 72 habitantes, y producía 6000 fanegas de grano y 500 cántaros de vino.
A mediados del siglo XIX, Pascual Madoz, en su Diccionario geográfico-estadístico-histórico de España y sus posesiones de Ultramar, sitúa el lugar en la provincia y diócesis de León, partido judicial de Valencia de Don Juan, audiencia territorial y capitanía general de Valladolid y ayuntamiento de Valderas. Describe su situación en un terreno elevado, de clima templado pero propenso a fiebres tercianas, y su caserío contaba con 20 viviendas además de la iglesia de San Pedro Apóstol. Señala que sus tierras eran de mediana calidad y producían granos, vino, legumbres y pastos; además, se criaba ganado y había algo de caza. Su población era de 80 habitantes.
A principios del siglo XX se contabilizaban 100 habitantes y su casco urbano lo conformaban 30 casas reunidas en torno a siete calles y una plazuela, además de tres casas separadas a menos de un kilómetro. Su entorno era abundante en arbolado y poseía una fuente en las inmediaciones, además de varias en su término.
Pedanía de Valderas —llegó a contar con junta vecinal—, el éxodo rural de mediados del siglo XX provocó que la localidad perdiese esa condición y fuera absorbida por el Ayuntamiento de Valderas, siendo parte del mismo como «núcleo en fase de abandono». En 2018 su población era de media docena de personas, carecía de agua corriente, alumbrado o alcantarillado y sus calles eran de tierra.

## Patrimonio
Su iglesia, dedicada a San Pedro Apóstol, es de mampostería, ladrillo y tierra comprimida y consta de una nave principal, de 9 por 5 metros, y de una capilla, situada junto a la sacristía, dedicada al Santísimo Cristo, de 5 por 6 metros y cubierta con bóveda. También se cubre con bóveda la capilla mayor, mientras que el resto del edificio se cubre con artesonado. Llegó a contar con cinco altares y baptisterio independiente. Por su parte, la torre se encuentra separada de la iglesia.